# Aya
Kheperkheperure Ay, hay Aya hoặc Aye hoặc Eye là vị pharaon thứ 14 của Ai Cập cổ đại thuộc Vương triều thứ 18, vương triều đầu tiên của thời đại Tân vương quốc. Ay từng là một Tể tướng trong triều đình Ai Cập. Đã có người cho rằng ông chính là kẻ đã ám sát pharaon Tutankhamun (con trai Akhenaten và bà vợ hai) khi Tutankhamun mới 18 hay 19 tuổi. Ay lên ngôi pharaon khi ông đã vào tuổi già và cai trị trong một thời gian khá ngắn (1324-1320 TCN hay 1327-1323 TCN). Ay tiếp tục đóng đô ở Thebes (Ai Cập). Ông được kế vị bởi con rể, tướng Horemheb.

## Xuất thân
Ay thường được cho là một cư dân Ai Cập bản địa xuất thân từ Akhmim. Trong thời gian cầm quyền ngắn ngủi của mình, ông đã xây dựng một nhà nguyện bằng đá xẻ ở Akhmim và dành riêng cho vị thần địa phương: Min. Ông có thể là con trai của Yuya, người từng là một người từng nắm giữ chức tư tế của đền thờ thần Min ở Akhmin cũng như trưởng quan cai quản đàn gia súc trong thành phố này, và vợ ông ta,Tjuyu. Nếu vậy, Ay có thể có không hoàn toàn là người Ai Cập, có lẽ mang dòng máu Syria bởi vì cái tên Yuya vốn không phổ biến ở Ai Cập và là gợi ý đến từ nước ngoài. Yuya là một nhà quý tộc có ảnh hưởng tại triều đình hoàng gia của Amenhotep III mà đã được trao đặc ân hiếm hoi đó là có một ngôi mộ được xây dựng cho chính mình trong Thung lũng hoàng gia của các vị vua có lẽ bởi vì ông là cha đẻ của Tiye, chính cung Hoàng hậu của Amenhotep.

## Thời kì Amarna
Tất cả những gì được biết chắc chắn là vào thời kì này, ông được cho phép xây dựng một ngôi mộ chính mình (Ngôi mộ 25 phía nam) tại Amarna dưới thời trị vì của Akhenaten, ông đã được phong tước "quản mã trưởng của Đức Vua", cấp bậc cao nhất trong binh đoàn chiến xa ưu tú của quân đội, ngay dưới chức Tổng chỉ huy 